# Bisdom Uzalis

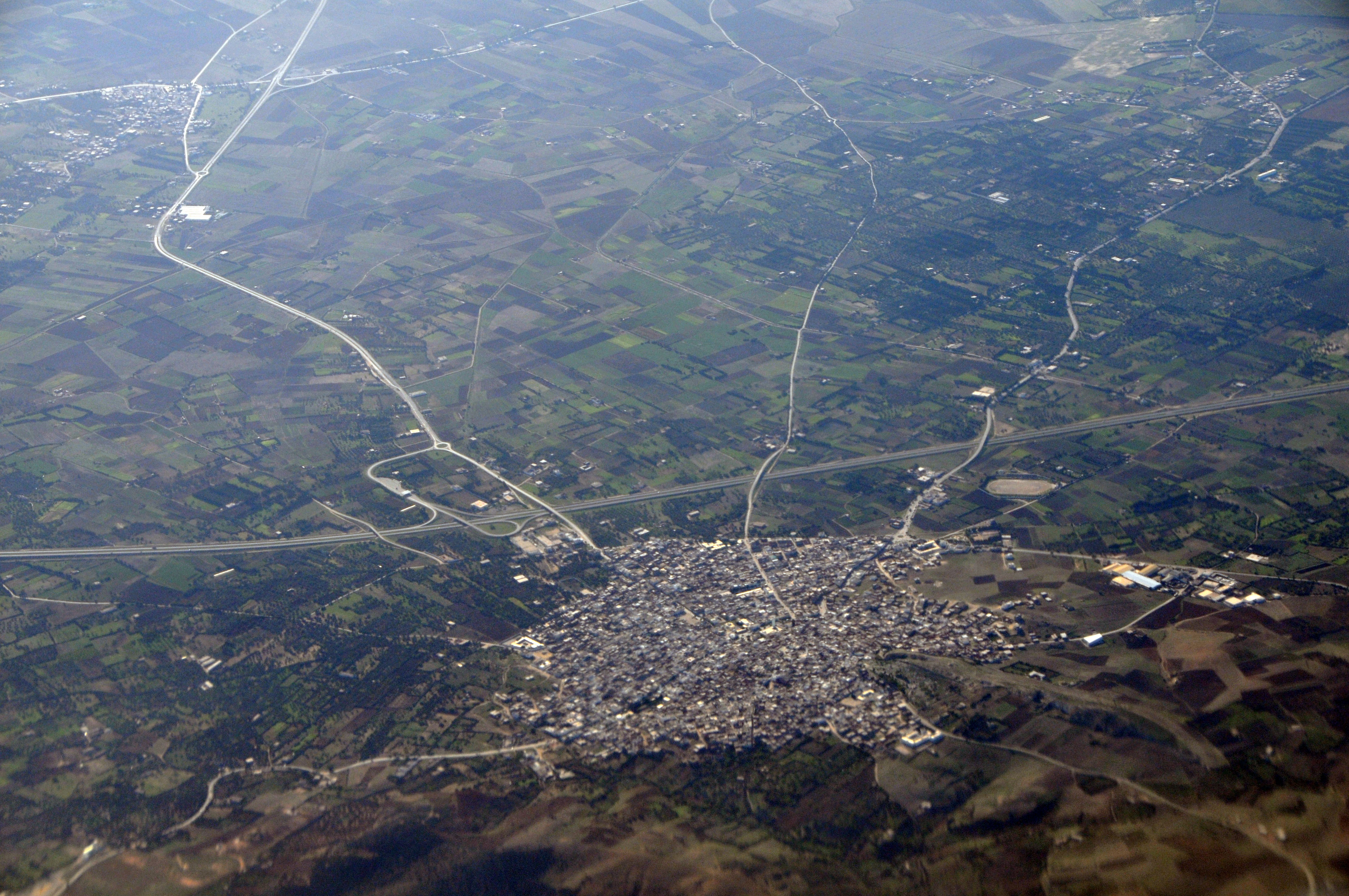
El Alia vandaag (Tunesië)

Het bisdom Uzalis of Uxalis of Uszalis (Latijn: Dioecesis Uzalensis) (4e – 7e eeuw) was een bisdom in de Romeinse provincie Africa Proconsularis, en in het latere Vandalenrijk in Noord-Afrika. De bisschopszetel was de gemeente El Alia in Tunesië.

## Historiek
In de Romeinse oudheid ontstond de stad Uzalis, in de nabijheid van de Middellandse Zee. De huidige gemeente El Alia ligt in het gouvernement Bizerte in Tunesië. Toentertijd was Uzalis een handelsstad. Uzalis was afhankelijke van de grotere en oudere Romeinse havenstad Utica, die bovendien militair goed verdedigd was. In Uzalis waren Felix en Gennadius martelaren tijdens de christenvervolging van keizer Diocletianus; hun graf aan de ingang van de stad was jarenlang een plaats voor verering voor de christenen van Uzalis.
De eerste bisschop van Uzalis was Saturninus, op het einde van de 4e eeuw. Het bisdom Uzalis was een suffragaanbisdom van het aartsbisdom Carthago. Carthago was de provinciehoofdstad. Augustinus, bisschop van Hippo Regius, vermeldde Saturninus van Uzalis in zijn werk De Civitate Dei. Saturninus werd opgevolgd door Evodius; het is bekend dat Augustinus van Hippo een brief schreef naar Evodius. De 3e bisschop van Uzalis was een zekere Felix, een donatist. Er volgde nog Sanonius (of Sacconius) die in ballingschap werd gestuurd door Hunerik, koning van de Vandalen. Deze laatste had de provincie Africa veroverd op het einde van de 5e eeuw. Het bisdom Uzalis overleefde koning Hunerik. In de 6e eeuw is bisschop Mustolus bekend en in de 7e eeuw bisschop Victorianus. Met de islamitische veroveringen verdwenen het bisdom Uzalis en het aartsbisdom Carthago, tezamen met het hele Vandalenrijk in Noord-Afrika.

## Titulair bisdom
Sinds de 20e eeuw verleent de Roomse kerk de titel van bisschop van Uzalis als eretitel. Zo verleende paus Johannes Paulus II de titel van bisschop van Uzalis aan Felix Genn, hulpbisschop van Trier (1999).